# Lorenzo Bartolini
Lorenzo Bartolini (Savignano di Prato, 7 de gener de 1777 - Florència, 20 de gener de 1850), escultor italià, un dels més importants de l'època posterior a Antonio Canova.

## Biografia
Es va formar a l'Acadèmia de Belles Arts de Florència i va practicar l'escultura en marbre i en alabastre. Al 1799 va tenir una estada a París, rebent importants encàrrecs, com un dels baixos relleus de la Columna Vendôme, per a la plaça Vendôme, que celebrava la batalla d'Austerlitz, i un bust de Napoleó Bonaparte, que va agradar molt al general. Va assistir a l'estudi que Jacques-Louis David tenia en el Palau del Louvre.

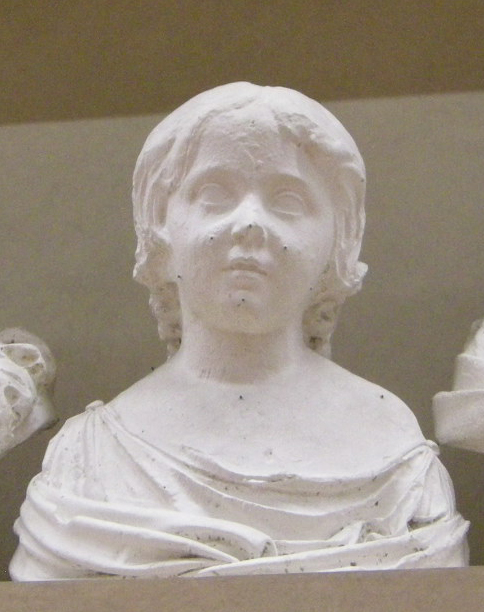
Elisa Bonaparte de nena.

Gràcies a la intervenció d'Elisa Bonaparte, germana de Napoleó, va ser nomenat professor d'escultura a l'Acadèmia de Belles Arts de Carrara el 1807 —malgrat la resistència de l'ambient acadèmic local— i es va convertir en l'escultor oficial de la casa de Bonaparte, per a la que va fer nombrosos retrats: busts i estàtues, entre elles una colossal de Napoleó,en aquell temps ja Emperador, que anava a col·locar-se a Liorna, però que va acabar a Bastia.
El 1815, després de la caiguda de Napoleó, va regressar a Florència. No van ser anys fàcils per a l'escultor, que va tenir problemes per les seves idees polítiques bonapartistes i per les seves idees artístiques, contràries al rígid neoclassicisme més acadèmic, que encara imitava l'estil d'Antonio Canova.
Tanmateix, alguns estrangers acabalats ho van subvencionar i li van fer encàrrecs. També va produir còpies d'escultures antigues, que els aristòcrates de pas per Roma acostumaven a endur-se com record. Entre els seus clients es va contar Carlos Miguel Fitz-James, XIV duc d'Alba, per la qual cosa diverses obres seves es conserven en el Palau de Llíria (Madrid).

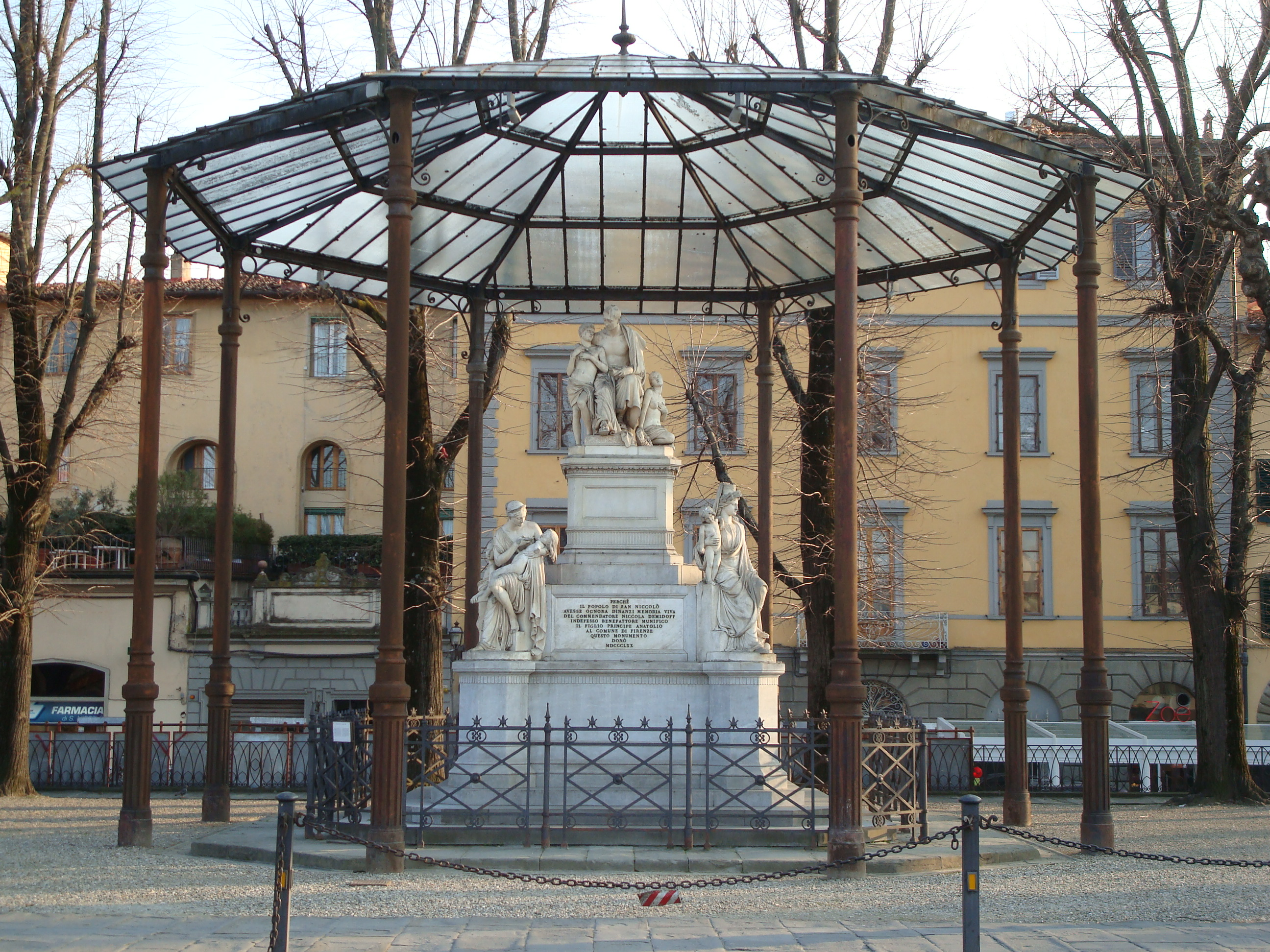
Monument Demidoff

Des de 1830 es va dedicar al prestigiós encàrrec dels fills del príncep rus Nicola Demidoff d'esculpir un monument en memòria del seu pare, que es troba a la plaça Demidoff de Florència des de 1871. L'obra, composta per cinc grups i figures, va ser acabada pel seu alumne Romano Romanelli. La millor figura és la Beneficenza, esculpida completament per Bartolini, qui va usar un marbre molt preat, el zuccherino, però molt fràgil, pel que va caldre cobrir les escultures amb una marquesina des d'aquella època.
Va ser també docent a l'Acadèmia de Belles Arts de Florència des de 1839, lluitant per difondre un estil d'escultura més lligat a la vitalitat naturalista, l'anomenat purisme, per damunt de l'idealisme acadèmic. Va ser famosa la classe en què va presentar als estudiants un model geperut, indicant-ho, en el seu gènere, com si fos un "exemplar".

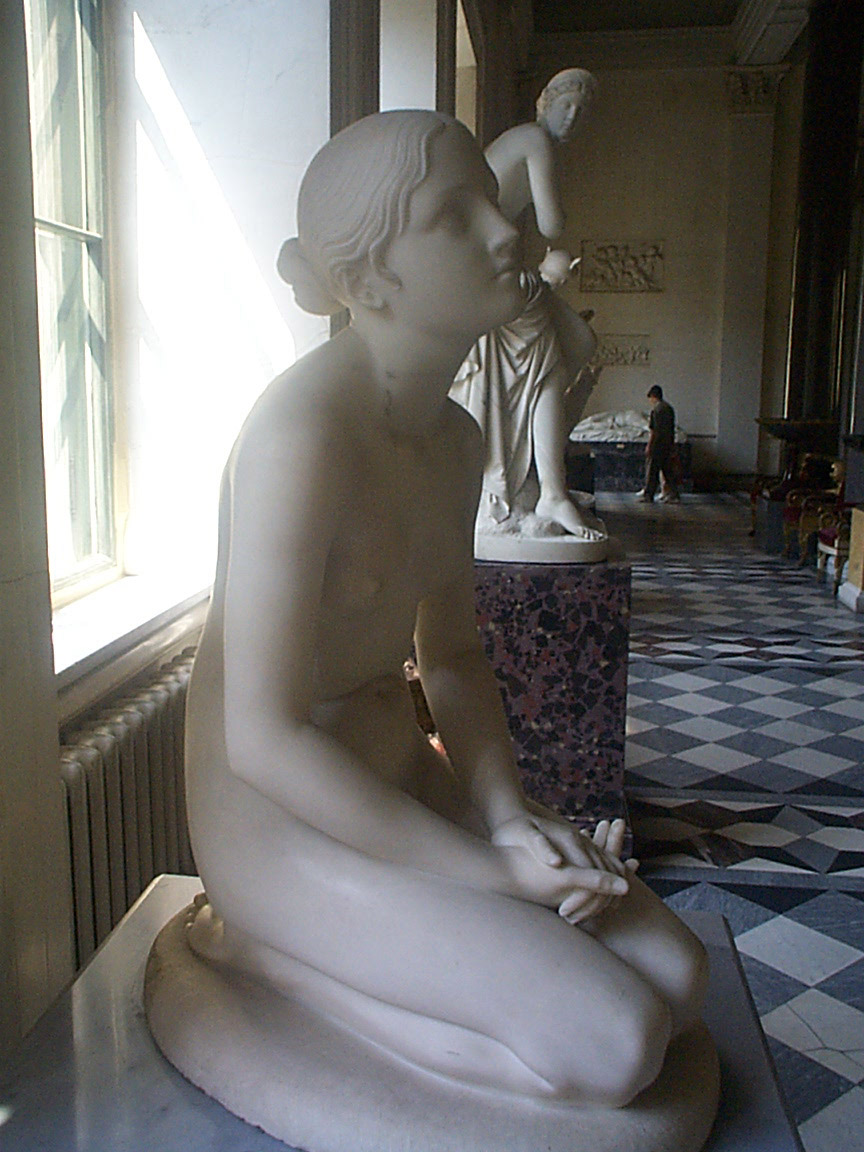
La Fiducia in Dio (La fe en Déu) (copia del Museu de l'Hermitage).

La seva obra més coneguda i imitada és La Fiducia in Dio —La fe en Déu— (1835), conservada al Museu Poldi Pezzoli de Milà, que s'aparta clarament de l'escultura del neoclassicisme, cercant una inspiració més natural. Representa una nena agenollada mentre mira al cel; es diu que la idea d'aquest posat, a més a més d'estar inspirada en la Magdalena penitent de Canova, li va arribar a l'artista mirant la model que es relaxava cansadament després de passar hores posant. L'escultura va ser encarregada per Rosina Trivulzio Poldi Pezzoli, la família de la qual ja havia demanat a l'artista un bust della Marchesa, la qual, després d'haver quedat vídua del seu marit Giuseppe Poldi Pezzoli el 1833, veia la figura com una imatge per consolar-se pel seu abandonament en la fe després del dol. L'obra va inspirar també un famós sonet al poeta Giuseppe Giusti.
La seva última obra important va ser el monument sepulcral de la princesa polonesa Sofia Zamoyski, per a la Basílica de la Santa Creu, en el qual va treballar, al costat d'alguns ajudants, des de 1837 fins a 1844. El conjunt dels models i estudis en guix presents en el seu estudi van ser col·locats en la Gipsoteca Bartolini, creada a propòsit per a l'ús dels estudiants de l'Acadèmia de Belles Arts. Actualment forma part de la Galleria dell'Accademia de Florència.
Va rebre sepultura en la capella de Sant Lluc de la Basílica de la Santíssima Anunciada (Florència), encara que una làpida en el seu honor es troba també en la Basílica de la Santa Creu.